# Република Кина (1912—1949)
Република Кина је бивша држава у источној Азији која је постојала од 1912. до 1949. године. Обухватала је данашње територије Копнене Кине, Монголије и Републике Кине (Тајван). Република Кина је настала након збацивања последње царске династије Ћинг а њеном крају је претходио Кинески грађански рат, из ког се поражени Куоминтанг повукао на Тајван и основао модерну Републику Кину, док је победник Комунистичка партија Кине основала Народну Републику Кину на копненом делу Кине.
Први председник Републике био је Суен Јатсен. Његова партија, на челу са Сонгом Ђиаореном, победила је на парламентарним изборима у децембру 1912. године. Међутим, војска је, на челу са председником Јуаном Шикајем, задржала контролу над националном владом у Пекингу. Кина је након Јуанове смрти 1916. године потпала под контролу регионалних војних команданата, а најјаче фракције су водиле честе ратове (Џилско-анхујски рат, Први џилско-фенгтијенски рат и Други џилско-фенгтијенски рат) да би преузели власт над Пекингом.
У 1925. години Куоминтанг је започео успостављање нове владе у јужном граду Гуангџоу. Економија на северу, преоптерећена великим трошковима које су изискивали стални сукоби војних команданата, доживела је крах у периоду 1927–1928 године. Генерал Чанг Кај Шек, постаје вођа Куоминтанга, покреће Северну експедицију против господара за уједињење Кине, и победио је 1928. поставши вођа целе Републике Кине.
Било је покушаја индустријализације и модернизације, али то су знатно успоравали стални сукоби Националне владе у Нанкингу, Комунистичке партије Кине, преосталих господара рата, и Јапанског царства. Током Другог кинеско-јапанског рата Јапан је извршио окупацију Кине 1937. године. Након јапанске безусловне капитулације 1945. године, савезници су коначно остварили победу, али Хладни рат између САД и Совјетског Савеза доводи до нових сукоба Куоминтанга и комуниста. 1947. године донесен је Устав Републике Кине који је заменио Органски Законик из 1928. године као основни државни закон. Комунисти оснивају Народну Републику Кину 1949. године, а поражени Куоминтанг се потом преселио на Тајван.

## Историја
Република је званично основана 1. јануара 1912. године, након завршетка револуције која је почела 10. октобра 1911. године, збацивањем династије Ћинг чиме је завршена две хиљаде година дуга династијска владавина у Кини. Централна власт је јачала и слабила у зависности од господара рата (1915–1928), Јапанске инвазије (1937–1945), и грађанског рата (1927–1949). Централна власт је најјача била за време Нанкинг декаде (1927–1937), када је већина Кине била под контролом Куоминтанга (KMT) који је спроводио ауторитарност у једнопартијској држави. Након завршетка Другог светског рата 1945. године, Јапанско царство је предало контролу над Тајваном са околним острвима Савезничким снагама, и Тајван је стављен под административном контролом Републике Кине. Легитимност овог трансфера је спорна а и други аспекти оспоравају суверенитет Кине над Тајваном.
Комунистичко преузимање копнене Кине у грађанском рату 1949. године а касније и Хаинан, Даченским острвима и још неколико других острва раних 1950-их година под контролом Куоминтанга (КМТ) су остали само Тајван, Пенху, Кинмен, Мацу и још неколико мања острва. Куоминтанг је након пораза 1949. године преселио владу на Тајвану и прогласио је Тајпеј за привремену престоницу. Комунистичка партија Кине је преузела контролу над копненом Кином и основала је Народну Републику Кину са престоницом у Пекингу, и сматра се државом наследницом Републике Кине и једином легитимном влашћу свих "Кина" – томе се противе власти Републике Кине који се налазе у Тајпеју, иако више активно не оспоравају легитимност власти у копненој Кини. Републику Кину на Тајвану тренутно признају 22 државе а има неформалне односе са много више њих, међутим због вета Народне Републике Кине она није члан Уједињених нација.